# Ганнс Сакс
Ганнс Сакс (Німецька: [zaks]; 10 січня 1881, Відень — 10 січня 1947, Бостон) — один із перших психоаналітиків і близьких особистих друзів Зигмунда Фрейда. У 1912 році він став членом Таємного комітету Фрейда з шести осіб, Фрейд описав його як людину, «якій я безмежно довіряю, незважаючи на короткочасність нашого знайомства».
У 1939 році він заснував American Imago.

## Життя і кар'єра
Народжений у єврейській родині, син юриста, Сакс сам працював адвокатом на початку ХХ століття, коли почав слухати лекції Фрейда у Віденському університеті: нарешті він відкрився Фрейду та приєднався до психологічного товариства «Середа» до 1910 р. Він представив доповідь на Конгресі 1911 року, а в 1912 році став співредактором журналу Imago про немедичне застосування психоаналізу.
Відмовившись від служби в армії через короткозорість, Сакс провів більшу частину війни, допомагаючи Фрейду продовжувати випускати психоаналітичні журнали, а в 1919 році він вирішив змінити юридичний аналіз на (професійний) аналіз, практикуючи в Берліні з 1920 року. Серед аналітиків, яких він допомагав навчати, були Ніна Серл та Еріх Фромм, Рудольф Льовенштейн і Майкл Балінт.
У 1932 році Сакс переїхав із Берліна до Бостона, але залишився в тісному контакті з самим Фрейдом: біля смертного ложа останнього в 1939 році він сказав Саксу, що «я знаю, що маю принаймні одного друга в Америці». Він опублікував ніжні мемуари про Фрейда (які біограф Фрейда Пітер Гей вважав незамінними) у 1945 році.
Ернест Джонс, який вважав Сакса своїм найближчим другом серед віденців, визнав його найдотепнішим і найаполітичнішим із найближчого оточення Фрейда.

## Теоретичні внески

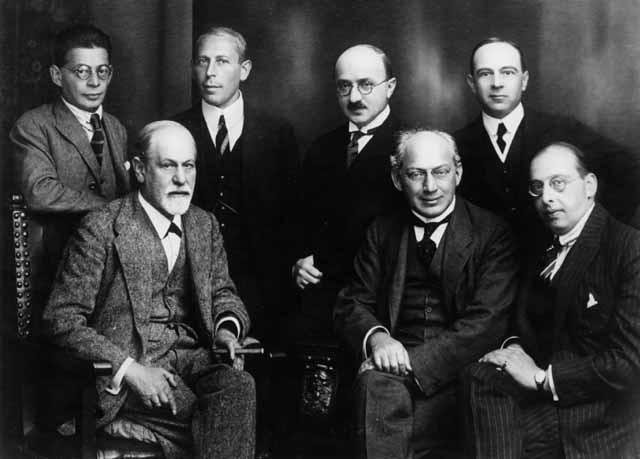
Зліва направо сидять: Зигмунд Фрейд, Шандор Ференці та Ганнс Сакс. стоять; Отто Ранк, Карл Абрагам, Макс Ейтінґон та Ернест Джонс. Фото 1922 року

Перша аналітична публікація Сакса на тему сновидінь (1912) була цитована Фрейдом у його дослідженні групової психології, як і його пізніша робота 1920 року про «Спільноту мрій». В останньому Сакс досліджував роль полегшення почуття провини, яке забезпечується спільним сновидінням у дітей та досвідом мистецтва у дорослих.
Його вивчення Калігули наголошувало на мінливих характерах тих, у яких домінували швидкоплинні та нестійкі ідентифікації; його робота про жіноче суперего підкреслювала важливість/складність десексуалізації включення суперего батька.
Сакс також цікавився кіно та психоаналізом і опублікував про їхній зв'язок у Close Up.

## Англійські видання
- Hanns Sachs, 'The Community of Daydreams', in The Creative Unconscious (1942)
- Hanns Sachs, 'One of the Motive Factors in the Formation of the Superego in Women', International Journal of Psychoanalysis X 1929
- Hanns Sachs, Caligula (1930)
- Hanns Sachs, Freud, Master and Friend (1945)
- Hanns Sachs, Masks of Love and Life (1948)

## Подальше читання
- Franz Alexander et al., Psychoanalytic Pioneers (1995)
- Phyllis Grosskurth, The Secret Ring: Freud's Inner Circle and the Politics of Psychoanalysis (1991)